# Stosswihr
Stosswihr é uma comuna francesa na região administrativa de Grande Leste, no departamento Alto Reno. Estende-se por uma área de 26,58 km². Em 2010 a comuna tinha 1 390 habitantes (densidade: 52,3 hab./km²).